# Lithacodia betsileonis
Lithacodia betsileonis är en fjärilsart som beskrevs av Embrik Strand 1917. Lithacodia betsileonis ingår i släktet Lithacodia och familjen nattflyn. Inga underarter finns listade i Catalogue of Life.